# 博多ポートタワー
博多ポートタワー（はかたポートタワー）は、福岡県福岡市博多区築港本町のベイサイドプレイス博多埠頭の一角にある塔。

## 概要
全高100メートルの塔。竣工は1964年。
設計は東京タワーや名古屋テレビ塔、2代目通天閣なども手がけた内藤多仲。「塔博士」とも呼ばれる内藤が設計したいわゆるタワー六兄弟のひとつで、最後に完成したため「タワー六兄弟の末っ子」と呼ばれる。塔中央にエレベーターを備える。展望室の高さは70メートル。展望室からは博多湾ならびに福岡市街が一望。入場は無料。年間13万人が訪れる。
開館時間は10時から20時（入場は19時40分まで）。
展望室の上階には、東洋信号通信社が運営する博多VHF海岸局「博多ポートラジオ」がある。レーダーや無線通信などで博多湾を出入する船舶の動静を把握しつつ、水先人などに港湾の混雑状況や気象など航行に必要な情報を24時間体制で提供する国際海上VHF運営の受託業務を行っている。

## 沿革
1964年（昭和39年）10月17日、ニュー九州パノラマが運営する民間レジャー施設・博多パラダイスのメイン施設として開業した。
博多パラダイスには遊園地や展望温泉などもあり賑わったものの、入場者の不振で売却。1969年（昭和44年）7月に博多プレイランドに改名されて営業が続けられたが、入場者減少は止まらず閉園。跡地はFBS福岡放送の本社や、福岡市民図書館へと転用された。
1975年（昭和50年）に福岡市に移管し、タワーは1976年（昭和51年）に博多港PRセンターとして開館した。
1999年（平成11年）の博多開港100周年を記念してマスコットキャラクター「ポートくん」が制定された。現在も看板に描かれている。
福岡県西方沖地震での被災箇所を補修するため2005年（平成17年）から改装工事が行われ、外観の再塗装、展望室の窓ガラス張り替え、望遠鏡の取り替え（モニター付デジタル望遠鏡になったが、使用は有料化）などがなされ、2006年（平成18年）4月1日にリニューアルオープンした。
2007年（平成19年）9月30日にはタワー1階部分に博多港ベイサイドミュージアムが移転オープン。
2019年（令和元年）6月10日より施設保全のための改修工事に入り休館。2022年（令和4年）3月8日に再オープンした。

## 交通
- 西鉄バス博多ふ頭バス停下車